# Belgien i Junior Eurovision Song Contest
Belgien debuterade i Junior Eurovision Song Contest 2003 och har till och med 2012 deltagit 10 gånger. Två av landets TV-bolag, Vlaamse Radio- en Televisieomroep (VRT) och Radio Télévision Belge de la Communauté Française (RTBF), har sedan starten varit ansvariga för landets uttagande av artist och bidrag.

## Historia
Belgien var ett av de sexton (ursprungligen femton) länder som medverkade i den första upplagan av tävlingen, nämligen 2003 års upplaga.

### Nationell uttagning
Sedan Belgiens debut i tävlingen har två av landets TV-bolag involverats i landets uttagande av artist och bidrag; nederländskspråkiga VRT, och franskspråkiga RTBF. De båda bolagen delade ansvaret och skiftades om att vartannat år ansvara för uttagandet av artist och bidrag. 2003 skickade VRT bandet X!NK och bidraget "De vriendschapsband", och lämnade inför 2004 års tävling över stafettpinnen till RTBF, som då skickade Free Spirits, med bidraget "Accroche-toi", till tävlingen.
Formatet ändrades inför Junior Eurovision Song Contest 2005, då det var Belgiens tur att arrangera tävlingen. I och med detta samarbetade RTBF och VRT kring uttagandet av artist och bidrag, och lät anordna en nationell uttagning, till vilken varje TV-bolag valde ut sex bidrag vardera. Vinnaren fick representera Belgien på hemmaplan.
Inför Junior Eurovision Song Contest 2006 hoppade RTBF av på grund av lågt intresse bland befolkningen i TV-bolagets huvudregion, Wallonien. VRT blev då ensamt ansvariga för den belgiska uttagningen och uttagandet av artist och bidrag till tävlingen.
Fastän VRT är en nederländskspråkig TV-kanal var det inte ovanligt att franska låtar valdes ut att delta i den nationella uttagningen.

### Avhopp
Den 26 mars 2013 bekräftade VRT sitt avhopp från tävlingen, och lät meddela den 20 december 2013 att ett återvändande inte är aktuellt. Nederländska AVRO (nu AVROTROS) föreslog att Belgien skulle göra comeback inför Junior Eurovision Song Contest 2014, för att "INTE göra de belgiska barnen besvikna" ("NOT disappoint the kids of Belgium"). Någon comeback blev aldrig av, och landet har ännu inte återvänt.

## Resultat
Färgkod
 Vinnare/första plats 
 Andra plats 
 Tredje plats 
 Sista plats 
| År                     | Artist          | Bidrag                      | Språk                  | Plac. | Poäng |
| ---------------------- | --------------- | --------------------------- | ---------------------- | ----- | ----- |
| 2003                   | X!NK            | "De vriendschapsband"       | Nederländska           | 6     | 83    |
| 2004                   | Free Spirits    | "Accroche-toi"              | Franska                | 10    | 33    |
| 2005                   | Lindsay         | "Mes rêves"                 | Franska                | 10    | 63    |
| 2006                   | Thor!           | "Een tocht door het donker" | Nederländska           | 7     | 71    |
| 2007                   | Trust           | "Anders"                    | Nederländska           | 15    | 19    |
| 2008                   | Oliver          | "Shut Up"                   | Nederländska           | 11    | 45    |
| 2009                   | Laura Omloop    | "Zo verliefd (Yodelo)"      | Nederländska           | 4     | 13    |
| 2010                   | Jill och Lauren | "Get Up!"                   | Nederländska, engelska | 7     | 61    |
| 2011                   | Femke           | "Een kusje meer"            | Nederländska, franska  | 7     | 61    |
| 2012                   | Fabian          | "Abracadabra"               | Nederländska           | 5     | 72    |
| Tävlar inte sedan 2013 |                 |                             |                        |       |       |

## Sändnings– och röstningshistorik

### Kommentatorer och röstavlämnare
De belgiska TV-bolagen, VRT och RTBF, har varje år utsätt en kommentator till att förse tittarna med nederländsk/fransk kommentar ovanpå sändningen, och har dessutom valt ut röstavlämnare vars uppdrag är att läsa upp de belgiska poängen under omröstningen.
| År                     | Kommentator                         | Kommentator        | Röstavlämnare         |
| År                     | VRT                                 | RTBF               | Röstavlämnare         |
| ---------------------- | ----------------------------------- | ------------------ | --------------------- |
| 2003                   | Ilse Van Hoecke och Bart Peeters    | Corinne Boulangier | Judith Bussé          |
| 2004                   | Ilse Van Hoecke och Marcel Vanthilt | Jean-Louis Lahaye  | Alexander Schönfelder |
| 2005                   | Ilse Van Hoecke och André Vermeulen | Jean-Louis Lahaye  | Max Colombie          |
| 2006                   | Ilse Van Hoecke och Jelle Cleymans  | Ingen sändning     | Sander Cliquet        |
| 2007                   | Kristien Maes och Ben Roelants      | Ingen sändning     | Bab Buelens           |
| 2008                   | Kristien Maes och Ben Roelants      | Ingen sändning     | Chloé Ditlefsen       |
| 2009                   | Kristien Maes och Ben Roelants      | Ingen sändning     | Oliver Symons         |
| 2010                   | Kristien Maes och Tom De Cock       | Ingen sändning     | Laura Omloop          |
| 2011                   | Kristien Maes och Tom De Cock       | Ingen sändning     | Jill och Lauren       |
| 2012                   | Astrid Demeure och Tom De Cock      | Ingen sändning     | Femke Verschueren     |
| Tävlar inte sedan 2013 |                                     |                    |                       |

### Röstningshistorik
Tabellerna nedan redovisar de fem länder Belgien givit till och tagit emot flest poäng från sedan landets debut i tävlingen fram till landets senaste medverkan, det vill säga 2012.
| Begien har givit flest poäng till följande länder: | Begien har givit flest poäng till följande länder: | Begien har givit flest poäng till följande länder: |
| Plac.                                              | Poäng                                              | Land                                               |
| -------------------------------------------------- | -------------------------------------------------- | -------------------------------------------------- |
| 1                                                  | 98                                                 | Nederländerna                                      |
| 2                                                  | 54                                                 | Armenien                                           |
| 3                                                  | 47                                                 | Ryssland                                           |
| 4                                                  | 46                                                 | Sverige                                            |
| 5                                                  | 39                                                 | Spanien                                            |

| Belgien har tagit emot flest poäng från följande länder: | Belgien har tagit emot flest poäng från följande länder: | Belgien har tagit emot flest poäng från följande länder: |
| Plac.                                                    | Poäng                                                    | Land                                                     |
| -------------------------------------------------------- | -------------------------------------------------------- | -------------------------------------------------------- |
| 1                                                        | 97                                                       | Nederländerna                                            |
| 2                                                        | 37                                                       | Makedonien                                               |
| 3                                                        | 36                                                       | Sverige                                                  |
| 4                                                        | 32                                                       | Malta                                                    |
| 5                                                        | 28                                                       | Vitryssland                                              |